# Коваливщина
Коваливщина (укр. Ковалівщина) — село на Украине, основано в 1923 году, находится в Коростенском районе Житомирской области.
Код КОАТУУ — 1822384605. Население по переписи 2001 года составляет 59 человек. Почтовый индекс — 11573. Телефонный код — 4142. Занимает площадь 0,515 км².

## Адрес местного совета
11572, Житомирская область, Коростенский р-н, с.Веселовка, ул.Щорса, 12а